# Thorigny-sur-Oreuse
Thorigny-sur-Oreuse is een gemeente in het Franse departement Yonne (regio Bourgogne-Franche-Comté) en telt 1262 inwoners (1999). De plaats maakt deel uit van het arrondissement Sens.

## Geografie
De oppervlakte van Thorigny-sur-Oreuse bedraagt 49,3 km², de bevolkingsdichtheid is 25,6 inwoners per km².
De onderstaande kaart toont de ligging van Thorigny-sur-Oreuse met de belangrijkste infrastructuur en aangrenzende gemeenten.

## Demografie
Onderstaande figuur toont het verloop van het inwonertal (bron: INSEE-tellingen).